# Pimpla oehlkei
Pimpla oehlkei är en stekelart som först beskrevs av Setsuya Momoi 1973.  Pimpla oehlkei ingår i släktet Pimpla och familjen brokparasitsteklar. Inga underarter finns listade i Catalogue of Life.